# Luca Vecchi (attore)
Luca Vecchi (Roma, 22 ottobre 1985) è un attore, regista e sceneggiatore italiano, noto per essere un componente del gruppo comico The Pills.

## Biografia
Nel 2011 fonda insieme a Matteo Corradini e Luigi Di Capua il collettivo comico The Pills, facendosi conoscere sul web grazie alla produzione di video che ottengono un buon successo. La prima apparizione televisiva avviene sul canale DeeJay Television con lo show Late Night with The Pills, dove i componenti del gruppo intervistano in ogni puntata un personaggio famoso italiano. Nel 2014 scrive la sceneggiatura di Andarevia, film d'esordio di Claudio Di Biagio, con il quale collabora anche nel mediometraggio Vittima degli eventi, fan film basato sul fumetto Dylan Dog, dove interpreta il personaggio di Groucho. Nello stesso anno compare nel film Smetto quando voglio nel ruolo di un ex tossico.
Nel 2016 dirige il film The Pills - Sempre meglio che lavorare, lungometraggio dedicato al trio e, in seguito, collabora alle sceneggiature della serie televisiva Zio Gianni (2014-2016) e della commedia Poveri ma ricchissimi di Fausto Brizzi (2017). Nel 2019 è scelto da Fausto Brizzi per il ruolo dell'antagonista Lorenzo nel film Modalità aereo ed è nel cast di Dolceroma di Fabio Resinaro.
Nel 2020 è protagonista della commedia Nel bagno delle donne, diretta da Marco Castaldi.

## Filmografia

### Attore
- Smetto quando voglio, regia di Sydney Sibilia (2014)
- Il candidato - Zucca presidente – serie TV, 1 episodio (2014)
- Vittima degli eventi, regia di Claudio Di Biagio – mediometraggio (2014)
- Fantasticherie di un passeggiatore solitario, regia di Paolo Gaudio (2014)
- The Pills - Sempre meglio che lavorare, regia di Luca Vecchi (2016)
- I'm - Infinita come lo spazio, regia di Anne Riitta Ciccone (2017)
- Modalità aereo, regia di Fausto Brizzi (2019)
- Dolceroma, regia di Fabio Resinaro (2019)
- Divorzio a Las Vegas, regia di Umberto Carteni (2020)
- Nel bagno delle donne, regia di Marco Castaldi (2020)
- Olivia, regia di Marco Costa (2021)
- Improvvisamente Natale, regia di Francesco Patierno (2022)
- Il migliore dei mondi, regia di Danilo Carlani, Alessio Dogana e Marcello Macchia (2023)
- 30 anni di meno, regia di Mauro Graiani (2024)
- Come far litigare mamma e papà, regia di Gianluca Ansanelli (2024)

### Regista
- The Pills - Sempre meglio che lavorare (2016)
- Hooked – miniserie (2017)
- A Christmas Carol – cortometraggio (2017)
- Sbratz – miniserie (2017-2020)
- Non può – cortometraggio (2020)
- Back to the Techno – cortometraggio (2021)

### Sceneggiatore
- Andarevia, regia di Claudio Di Biagio (2013)
- Vittima degli eventi, regia di Claudio Di Biagio (2014)
- Zio Gianni, regia di Daniele Grassetti e Sydney Sibilia – sitcom (2014-2016)
- Hooked (2017)
- Poveri ma ricchissimi, regia di Fausto Brizzi (2017)
- Bang Bang Baby – serie TV (2022)
- Pesci piccoli - Un'agenzia. Molte idee. Poco budget – serie TV (2023)
- Holy Shoes, regia di Luigi Di Capua (2023)